# Auguste von Littrow

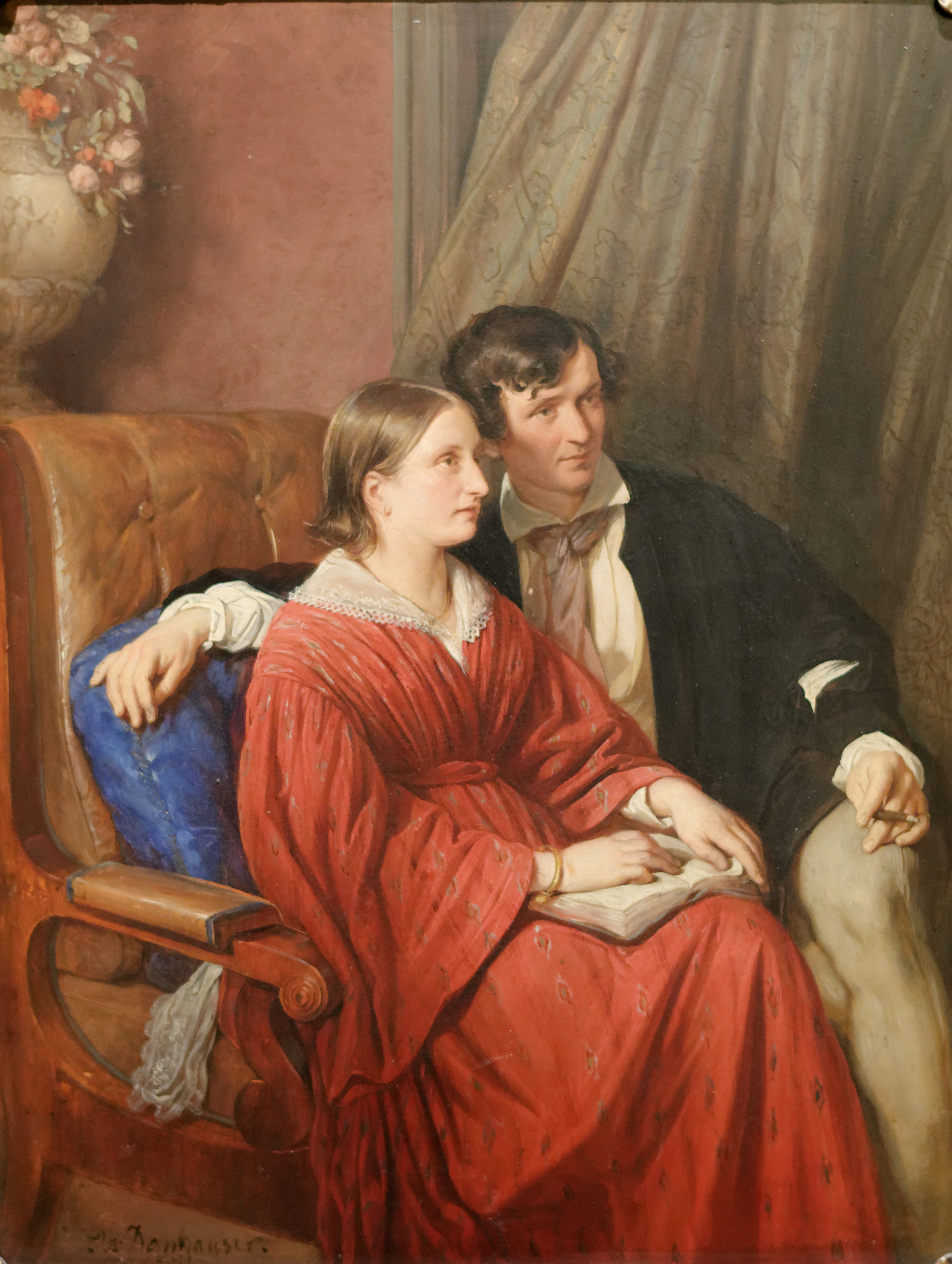
Auguste von Littrow com seu marido Karl Ludwig; pintura de Josef Danhauser

Auguste von Littrow, née Bischoff von Altenstern (13 de fevereiro de 1819 em Praga - 23 de março de 1890 em Viena) foi uma autora alemã-austríaca e líder do movimento de mulheres.

## Vida
Ela era filha do médico Professor Ignaz von Bischoff-Altenstern. Pouco depois de completar 20 anos, em 1839, ela se casou com o astrônomo Karl Ludwig von Littrow e se estabeleceu em Viena. Rapidamente a casa de Littrow tornou-se um ponto de encontro da sociedade vienense. Lá Hermann Bonitz, Josef Danhauser, Marie von Ebner-Eschenbach, August Eisenmenger, Ernst von Feuchtersleben, Ottilie von Goethe, Franz Grillparzer, Friedrich Hebbel, Rudolf von Jhering, Joseph Lewinsky, Franz Miklosich todos se conheceram.
Ela é a tataravó do cardeal católico romano Christoph Schönborn.

## Publicações
- Aus dem persönlichen Verkehren mit Franz Grillparzer. Rosner Verlag, Viena, 1873.
- Die Krankenpflege durch Frauen mit Rücksicht auf die gegenwärtigen Verhältnisse. Verlag Czermak, Viena, 1872.
- Die sociale Bewegung auf dem Gebiete der Frauen. Hoffmann & Campe, Hamburgo, 1868.